# Black Lions
I Black Lions sono stati una squadra di football americano di Klagenfurt am Wörthersee, in Austria.

## Storia
La squadra è stata fondata nel 2005 col nome di Carinthian Black Lions e si è contemporaneamente fusa con i Carinthian Falcons e con i Carinthian Cowboys; nel 2008 ha cambiato nome in Black Lions.
Hanno disputato la EFAF Cup nel 2007 e nel 2008.
Hanno chiuso nel 2011 per motivi economici.

## Dettaglio stagioni

### Tackle football

#### Tornei nazionali

##### AFL
| Stagione | regular season | regular season | regular season | regular season | regular season | regular season | playoff | playoff | playoff | playoff | playoff | playoff   | playoff        |
|          | Vin            | Par            | Per            | Tot            | PF             | PS             | Vin     | Per     | Tot     | PF      | PS      | risultato | avversaria     |
| -------- | -------------- | -------------- | -------------- | -------------- | -------------- | -------------- | ------- | ------- | ------- | ------- | ------- | --------- | -------------- |
| 2007     | 3              | 0              | 4              | 7              | 117            | 182            | -       | -       | -       | -       | -       | -         | -              |
| 2008     | 0              | 0              | 6              | 6              | 75             | 242            | -       | -       | -       | -       | -       | -         | -              |
| 2009     | 4              | 0              | 4              | 8              | 235            | 244            | 0       | 1       | 1       | 33      | 41      | Wild Card | Danube Dragons |
| 2010     | 2              | 0              | 4              | 6              | 134            | 229            | -       | -       | -       | -       | -       | -         | -              |
| 2011     | 1              | 0              | 5              | 6              | 61             | 215            | -       | -       | -       | -       | -       | -         | -              |
| Totale   | 10             | 0              | 23             | 33             | 622            | 1112           | 0       | 1       | 1       | 33      | 41      |           |                |

Fonti: Enciclopedia del Football - A cura di Roberto Mezzetti

##### Austrian Football Division 2
| Stagione | regular season | regular season | regular season | regular season | regular season | regular season | playoff | playoff | playoff | playoff | playoff | playoff    | playoff             |
|          | Vin            | Par            | Per            | Tot            | PF             | PS             | Vin     | Per     | Tot     | PF      | PS      | risultato  | avversaria          |
| -------- | -------------- | -------------- | -------------- | -------------- | -------------- | -------------- | ------- | ------- | ------- | ------- | ------- | ---------- | ------------------- |
| 2011     | 5              | 0              | 1              | 6              | 249            | 63             | 0       | 1       | 1       | 34      | 36      | Semifinale | Budapest Hurricanes |
| Totale   | 5              | 0              | 1              | 6              | 249            | 63             | 0       | 1       | 1       | 34      | 36      |            |                     |

Fonti: Enciclopedia del Football - A cura di Roberto Mezzetti

### Riepilogo fasi finali disputate
| Anno           | Luogo      | Evento                       | Fase del torneo | Incontro                            | Risultato |
| 20 giugno 2009 | Korneuburg | AFL                          | Wild Card       | Danube Dragons - Black Lions        | 41 - 33   |
| 18 giugno 2011 |            | Austrian Football Division 2 | Semifinale      | Black Lions 2 - Budapest Hurricanes | 34 - 36   |